# Don (film 2006)
Don (z ang. Don: The Chase Begins Again – indyjski tytuł) – wyreżyserowany w 2006 roku przez Farhan Akhtara (Dil Chahta Hai 2001 i „Lakshya” – 2004) bollywoodzki thriller, remake kultowego w Indiach filmu z 1978 roku pt. Don. W filmie tym aktor indyjski Shah Rukh Khan gra dwie role: pozytywną i negatywną. Tematem filmu jest walka policji z gangiem narkotykowym, podczas której policjantom udaje się przeniknąć do gangu podstawiając zamiast szefa bandy człowieka będącego jego sobowtórem.

## Opis
Don (Shah Rukh Khan) to bezwzględny szef gangu handlującego narkotykami. Zabija ludzi bez mrugnięcia okiem. W ten sposób zabija Ramesha, swojego człowieka, gdy ten próbuje od niego odejść, aby zmienić swoje życie u boku Kamini (Kareena Kapoor). Śmierć Ramesha oznacza dla Dona zemstę dwóch kobiet, jego siostry Romy (Priyanka Chopra) i narzeczonej Kamini. Ale wrogów jest więcej. Pętla wokół niego zaciska się i kiedy policjantom udaje się go zabić, w gangu pojawia się podstawiony sobowtór Dona, zarabiający dotychczas na życie tańcem i śpiewem Vijay (Shah Rukh Khan). Powodzeniu tej akcji zagraża jednak spragniona zemsty Roma i tajemniczy Jasjit (Arjun Rampal). Dodatkowym obciążeniem dla Vijaya staje się śmierć jedynego oficera policji, który znał jego prawdziwą tożsamość...

## Obsada
- Shah Rukh Khan – Don / Vijay
- Priyanka Chopra – Roma
- Arjun Rampal – Jasjit
- Isha Koppikar – Anita, kochanka Dona
- Boman Irani – oficer policji DeSilva / Vardhaan
- Kareena Kapoor – Kamini (występ gościnny)
- Om Puri – szef policji Vishal Malik

## Muzyka i piosenki
Film zawiera 7 piosenek skomponowanych przez trio Shankar-Ehsaan-Loy także twórców muzyki do filmu „Nigdy nie mów żegnaj”:
1. „Main Hoon Don” – Shaan
2. „Yeh Mera Dil” – Sunidhi Chauhan
3. „Maurya Re” – Shankar Mahadevan
4. „Khaike Paan Banaraswala” – Udit Narayan i Shah Rukh Khan
5. „Aaj Ki Raat” – Alisha Chinoy, Mahalaxmi Iyer i Sonu Nigam
6. „Don The Theme” – instrumentalne
7. „Don Revisited” – Midival Punditz
8. „Main Hoon Don” – DJ Randolph

## Nagrody i nominacje
- nominacja do Nagrody Filmfare dla Najlepszego Filmu
- nominacja dla Shah Rukha Khana do Nagrody Filmfare dla Najlepszego Aktora
- nominacja dla trio Shankar-Ehsaan-Loy do Nagrody Filmfare za Najlepszą Muzykę

## Ciekawostki
- Zapowiadany przez krytyków jako klapa finansowa film pozostaje od jesieni 2006 w czołówce najchętniej oglądanych filmów w Indiach. Reżyser zapowiada nakręcenie sequelu.
- Shah Rukh Khan zazwyczaj przedstawiający romantycznych kochanków gra w tym filmie negatywną rolę (po wielu latach powrócił do odtwarzanych 6- krotnie na początku kariery ról czarnych charakterów (w „Darr” 1993, „Baazigar” 1993, „Anjaam” 1994, „Ram Jaane” 1995) i „Duplicate” 1995)
- To drugi film Shah Rukh Khana z podwójną rolą z motywem sobowtóra [poprzednia w 1998 w „Duplicate”]
- Zanim rolę Jasjita objął Arjun Rampal proponowano ją Akshay Kumarowi, ale odrzucił ją mówiąc, że zadowoliłby się tylko rolą Dona.
- Aby uwiarygodnić sceny bójek w filmie Shah Rukh Khan i Priyanka Chopra ćwiczyli sztuki walki.
- Do specjalnych efektów Farhan Akshtar zatrudnił Angelo Sahin, który pracował przy „Mission: Impossible II”. Tylko dla jednej sceny kręconej w powietrzu Shah Rukh Khan odważył się na wielokrotne skoki z wysokości 4600m.
- Scenariusz kultowego w Indiach „Dona” z 1978 roku, który stał się też podstawą tego filmu napisali Javed Akhtar i Salim Khan. Pierwszy jest ojcem reżysera filmu Farhana Akhtara, drugi znanego bollywoodzkiego aktora Salman Khana („Hum Dil De Chuke Sanam” 2001).
- Shah Rukh Khan powtarza za Amitabhem Bachchanem z pierwszej wersji „Dona” kilka kwestii znanych często w Indiach na pamięć np. „Don ke dushmanon ki sabsi badi ghalti hai ke woh Don ke dushman hain” („Największym błędem wrogów Dona jest to, że są jego wrogami”), „Log Don ko nahi, duniya ko chodte hain” („Nie odchodzi się od Dona, odchodzi się z tego świata”) czy „Don ko pakadna mushkil hi nahin, naamumkin hain"(„Złapanie Dona nie jest bardzo trudne, jest niemożliwe”).
- Porównania „Dona” 2006 z Shah Rukh Khanem z „Donem” z 1978 z Amitabh Bachchanem sugerują rywalizację istniejącą między nimi. Pierwszy z nich zaprzecza mówiąc, że wychował się na starym „Donie” i marzył o jego kwestiach w swoich ustach. Drugi milczy na ten temat.
- Scena ucieczki Jasjita z synkiem nagrana została na najwyższych wieżach świata Petronas Twin Towers w Kuala Lumpur w Malezji. Ponadto film był kręcony w okolicach wyspy Langkawi w Malezji, w Paryżu i w Indiach
- Film wziął udział w Festiwalu Filmowym w Berlinie w lutym 2006.
- Tylko kilka scen w filmie pozwala w Donie – Vijayu rozpoznać jego prawdziwą tożsamość. Pojawia się błysk wątpliwości, gdy ogląda on w TV swoją ulubioną kreskówkę „Toma i Jerry” i gdy nie od razu rozpoznaje adoptowanego synka Deepu.